# (6648) 1991 PM11
(6648) 1991 PM11 es un asteroide perteneciente al Cinturón de asteroides, región del sistema solar que se encuentra entre las órbitas de Marte y Júpiter.
Fue descubierto el 9 de agosto de 1991 por Henry E. Holt desde el observatorio Palomar.

## Designación y nombre
Designado provisionalmente como 1991 PM11.

## Características orbitales
1991 PM11 está situado a una distancia media del Sol de 2,548 ua, pudiendo alejarse hasta 3,160 ua y acercarse hasta 1,937 ua. Su excentricidad es 0,240 y la inclinación orbital 4,784 grados. Emplea 1485,72 días en completar una órbita alrededor del Sol.
Pertenece a la familia de asteroides de (5) Astraea.

## Características físicas
La magnitud absoluta de 1991 PM11 es 13,13. Tiene 6,268 km de diámetro y su albedo se estima en 0,308.